# Stazione di Quarantoli
La stazione di Quarantoli è stata una fermata ferroviaria posta lungo alla ferrovia Bologna-Verona. Serviva Quarantoli, frazione di Mirandola.

## Storia

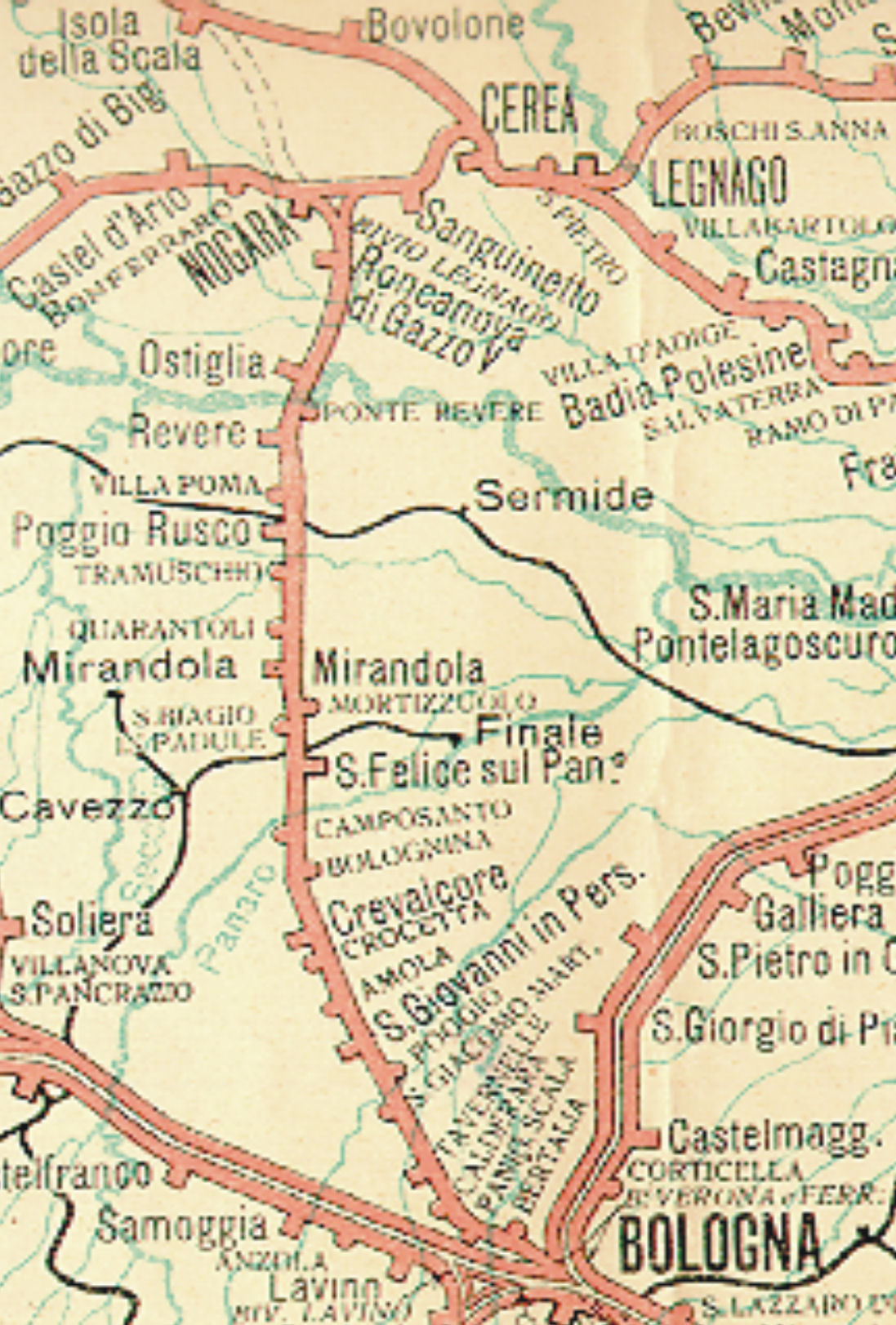
Mappa ferroviaria del 1912